# Cortana

是一个由微软开发的智能个人助理，号称“全球首款跨平台智能个人助理”。它可以设置提醒，无需键盘输入即可识别语音，可以使用Bing搜索引擎提供的信息回答问题，并支持多种语言版本和多个平台使用。
小娜在2014年4月2日举行的微软Build开发者大会上正式展示并发布。2014年中旬，微软发布了“小娜”这一名字，作为Cortana在中国大陸使用的中文名。与这一中文名一起发布的是小娜在中国大陆的另一个形象。“Cortana”一名源自微软旗下知名FPS游戏《光环》中的同名女角色。
2015年12月9日，微软发布了iOS和Android版本的小娜。2019年1月起，Windows Phone 8.1版的小娜停止服务。适用于iOS、Android和Harman Kardon Invoke扬声器的小娜在2021年2月停止服务。2023年，隨着基于大型语言模型的Microsoft 365 Copilot的推出，Cortana正式被微软停止支持。

## 发展历史
2009年，小娜的开发由Microsoft Speech产品团队的总经理齐格·塞拉芬（Zig Serafin）和首席科学家拉里·赫克开始。两人为这个正在开发的微软个人数字助理建立了愿景、使命和长远规划，他们建立了一个具有专业知识的团队来建立小娜的初始原型。为了开发小娜，这个团队采访了几位人类的私人助理。这些采访激发了小娜许多独特的功能，包括“记事本”功能。小娜的自然语言处理能力来自Tellme Networks（该公司于2007年被微软收购），并与一个名为Satori的语义搜索数据库相结合。
Cortana这一名字来源于由微软发行的第一人称射击游戏中同名的人工智能角色“柯塔娜”。该角色的配音演员珍·泰勒为小娜在美国的版本配音。最初“Cortana”只是一个代号，但是在UserVoice网站上的一份请愿书，证明这一代号很受欢迎，使得代号成为了正式的名称。
小娜的首次展示是在美国旧金山举行的2014年微软Build开发者大会上。是次大会于2014年4月2日至4日举行，微软全球副总裁乔北峰于该大会首日向公众展示并发布了小娜这一产品。小娜的Windows Phone 8.1版本于同日发布。微软表示，小娜是革新Windows未来操作系统之计划的关键组成部分。2014年7月30日，微软在北京举行的Windows Phone 8.1 Update发布会上，发布了Cortana的中文版，并将其取名为“小娜”。是年8月，微软推送Windows Phone 8.1 GDR1开发者预览版，中文版小娜正式上线，用户通过长按搜索键即可调出该功能。微软在其中文网站上号称其为“全球首款跨平台智能个人助理”。
2015年1月，微软宣布在搭载Windows 10系统的台式机和移动设备上推出小娜，作为将Windows Phone整合到整个Windows中的一部分。是年5月26日，微软宣布小娜也可以在其他移动平台上使用。小娜的Android版本原定于2015年7月发布，但是它的安装包文件在发布前被意外泄露了出来。2015年12月，小娜的Android和iOS版本正式发布。然而，由于Android和iOS存在许多限制，所以微软很难将Windows版本上的小娜与这两个系统上的小娜完全整合。在E3 2015上，微软宣布还将在Xbox One上推出小娜。
2018年2月3日，微软联同墨尔本皇家理工大学成立Cortana情报研究所，该研究所旨在研究消费者的日常行为，以发掘语音助手的未来潜力。2018年8月15日，亚马逊和微软联合宣布，亚马逊旗下的另一款语音助手Amazon Alexa和小娜整合完毕，Alexa和小娜的用户可以相互接入对方语音助手的功能，业界人士称此举是为了挑战Siri等业界其他语音助手。2019年1月，小娜不再为Windows Phone 8.1提供服务。2019年1月，小娜在Windows 10中将和搜索功能“分家”。
目前，除了Windows Phone 8.1外，小娜已可以在Windows 10、Windows 10 Mobile、Invoke智能音箱、Microsoft Band、Surface耳机、Xbox One、iOS App、Android App、Windows Mixed Reality和Amazon Alexa等系统和终端上使用。截至2014年4月，小娜不允许为13岁以下的用户所使用。
微軟宣布，2021年初，iOS和Android上的Cortana应用將中止服務。2023年，Windows上的Cortana停止支持。

## 其他服务领域

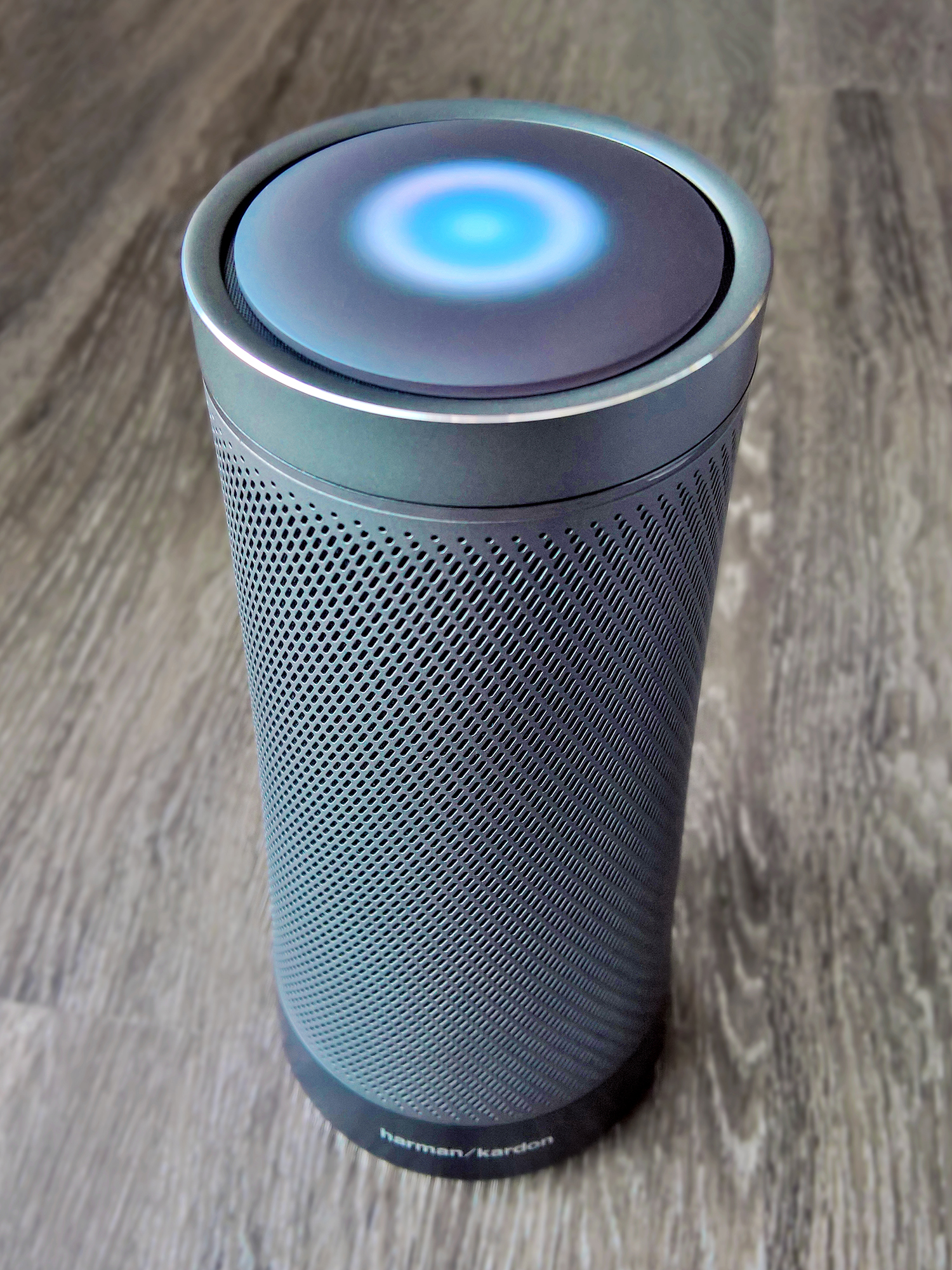
搭载小娜的哈曼卡顿Invoke扬声器

微软已经将小娜整合到许多产品中，比如微软将小娜深度地集成到了在Windows 10内置的Microsoft Edge浏览器。用户可以通过小娜在餐饮网站上快速找到营业时间，显示网站的零售优惠券，或在地址栏中显示天气信息。在2015年微软全球合作伙伴大会（现在的微软Inspire）上，微软展示了小娜与即将推出的产品（如GigJam，微软的一个以屏幕分享为核心功能的工具）的集合。微软的“车内的Windows”概念中也出现了小娜。 在这一概念中，司机可以在去餐馆之前，在车上通过小娜预定餐馆和浏览餐馆的内景。
在2016年微软Build开发者大会（Build 2016）上，微软宣布计划将小娜作为一个机器人整合到Skype中，用户可通过小娜和其他机器人订餐、预订行程、转录视频信息和预约日程。从2016年开始，小娜还可以在Skype的对话中，自动识别并强调某些与联系人和公司有关的词汇和短语。
微软还在Build 2016上宣布，小娜将实现在云端同步Windows 10 移动版和桌面版的操作中心之间的通知，以及来自Android设备的通知。
2016年12月，微软发布了一个名为Calendar.help的服务。在这一服务中，用户将可以通过该服务让小娜进行会议安排：首先，用户在编写电子邮件时，描述会议的时间、时长、方式、地点等；之后，小娜会帮用户选择日历上合适的时间表，并留意对方的回复动态；通过几次的往返协商之后，小娜会自动在双方的日历上创建行程安排。这一技术由Genee公司开发，微软于2016年8月收购这家公司。
2017年5月，微软与哈曼卡頓合作推出一款名为Invoke的声控音箱。它内置了小娜的功能，采用了圆柱形设计、提供360度的声音。用户可以用它通过Skype拨打和接收电话，并使用小娜提供的所有其他功能。

## 功能及内容

小娜在Windows 10（版本2004之前）中的截图

### 主要
小娜可以设置提醒，无需键盘输入就能识别语音，并且可以使用必应搜索引擎提供的信息来回答问题。
小娜通过“记事本”（英語：Notebook）功能存储个人信息，如兴趣、位置数据、提醒和联系人。它可以利用并添加这些数据来学习用户的特定模式和行为。用户可以查看和设定收集哪些信息，以便对自己的隐私进行控制。
小娜有一个内置的提醒系统，例如，用户与小娜进行交互并进行相应设定时，它会在用户到达之前设定的特定的提醒时间或地点时，提醒用户与之前设定的联系人通信。最初这些提醒仅限于安装了小娜的设备，但自Windows 10以来，可以在设备之间进行同步提醒。
小娜还内置有音乐识别服务。自2014年10月推出Lumia Denim手机系列以来，小娜增加了“积极倾听”（英語：active listening）功能，说“你好，小娜”（Hey Cortana）后即可唤醒小娜，进行操作。小娜还整合了Foursquare等服务，提供餐厅和景点的内容推荐；整合了LIFX，用于控制智能灯泡。从2016年底开始，小娜集成了微软收购的奇妙清單，允许小娜添加和操作提醒。小娜也可以解决数学方程，转换计量单位，确定包括比特币在内的货币之间的兑换率，进行长句翻译等。
在Windows Mobile和Android上的小娜可以获取设备的最新通知，并将它们发送到Windows 10设备上。计算机用户可以在Windows行動中心中查看来自手机的通知。如果搭载Windows Phone 8.1的设备有藍牙功能，它还可以与Microsoft Band连接，并通过小娜发出提醒和手机通知。

### 彩蛋
小娜可以模拟骰子和抛硬幣的过程。它还设置有一个彩蛋擴展資料庫，由一些預設的俏皮話組成。比如，当问小娜“你喜欢薩蒂亞·納德拉吗”、“你喜欢史蒂芬·鲍尔默吗”，或“你喜欢Clippy吗”等问题时，小娜都会给出随机且幽默的回答。比如，问出“你喜欢Clippy吗”时，小娜会给出如“Clippy正在聚光灯外安享他的晚年”这样的答案；问出“士官长是谁”时，小娜会使用《光环3》的台词“我是他的盾牌，我是他的利刃，我深知他，连同他的过去和未来”回复。
2014年圣诞节前夕，小娜推出圣诞节主题，并在中国大陸解锁“追踪圣诞老人技能”。

### 其他
小娜在Windows Phone 8.1上有一个“请勿打扰”模式，用户可以在这种模式下指定一段“安静时间”，该功能先前就已在Windows 8上推出。用户还可以更改设置，来自定义小娜称呼用户的名字或昵称。
小娜还曾正确地预测了包括半決賽在内的2014年世界杯足球赛淘汰赛阶段前14场比赛的胜利者，但在季后赛中出现了错误。这一预测结果的正确率超过了章鱼保罗，后者曾正确地预测了德国队在2010年世界杯足球赛的所有7场比赛以及决赛。小娜还可以预测其他各种比赛的结果，如NBA、NFL、超级碗、板球世界杯和各种欧洲足球联赛等。
小娜的更新独立于Windows Phone系统，这使得微软能够以更快的速度提供新功能。但并不是所有与小娜相关的功能都可以用这种方式更新，因为一些功能需要Windows Phone的更新服务和高通骁龙技术等。
小娜的默认視覺表现形式基于两只相嵌的动态环形，其转动的状态象征著当前的搜索或对话等活动。主要的配色方案包括黑色或白色背景，动态环形的颜色随使用者对Windows的主题颜色而定。

## 争议
微软在2016年4月底宣布，除了必应和Microsoft Edge之外，将禁止其他软件使用小娜进行搜索，这引发了微软反竞争行为的质疑与争议。2018年3月，两位来自以色列的安全人员宣布，他们找到了一种利用小娜绕过电脑锁定状态并下载恶意软件的方法。据报导，微软在一次更新中使得用户可在锁屏状态下使用小娜，安全人员借此却发现了一种捷径，从而在未经允许的情况下进行更多操作。目前，如果用户要求小娜在锁定状态下打开网页，小娜将重定向到必应搜索。
Engadget的一位作者批评了Skype与小娜的整合，并认为小娜只会对一些非常具体的关键词进行回应，让他感觉好像是在“与搜索引擎聊天”。比如说“Hello”（你好）时，必应音乐的机器人回复了阿黛尔的同名歌曲。小娜将用户的搜索习惯、语音、联系人、位置信息等隐私上传并存储到微软服务器的行为引发了争议。虽然微软曾表示不会把这些数据用于非法渠道，但这一行为还是让部分用户没有安全感。目前的Windows 10当中亦可自由进行隐私相关的设置，由用户自行决定“要隐私还是便利”。Loop Ventures公司向小娜、Google智能助理、Amazon Alexa和Siri提出了800个问题，以测试这些智能助理的能力和实用性。但结果显示，小娜的正确率最低，仅为52%；相比之下，Google智能助理的正确率为86%，Siri为79%，Alexa为61%。小娜的正确率在十五个月内提高的百分比也是最低的。

## 地区语言
小娜在中国大陸的本地化，不仅体现在名字“娜”字取自Cortana的尾音“na”，还体现在为其设计的新视觉形象“面团”——一个带有一双眼睛的圆角矩形，这一形象酷似《超能陆战队》中的角色“大白”。和默认形象有着很大不同。微软还为小娜内置了中文语音（文本）功能，使用普通话；并在功能等方面做了本地化，集成了对一些App的支持，如对微信、新浪微博、高德地圖、爱奇艺等应用，用户可使用语音来命令小娜打开应用或进行操作。除了这些方面，大陆版小娜的其他功能与其他地區提供的版本类似。而在臺灣及香港、澳門等的Cortana因參考數據不足，無法提供使用者精確的回答，至今仍未开放。
截至2016年，Windows、Android和iOS设备上小娜的英文版可供美国（美式英语）、加拿大（法语或英语）、澳大利亚、新西兰、印度和英国（英式英语）的用户使用。小娜还在中国大陸（简体中文）、日本（日文）、法国（法语）、德国（德语）、意大利（意大利语）、巴西（葡萄牙语）、墨西哥和西班牙（西班牙语）等地区提供不同的语言版本。其中，英国版的小娜说话带有英国口音，会说英式英语和英国俚語。小娜的积极倾听功能在英文语境内使用“Hey Cortana”，但某些语言使用了定制版本（例如西班牙语使用“Hola Cortana”，中文则为“你好小娜”）。